# Myrmarachnini
Myrmarachnini (лат.) — триба аранеоморфных пауков из семейства пауков-скакунов (Salticidae). Ранее рассматривалась в ранге подсемейства Myrmarachninae. Более 200 видов.

## Описание
Стернум длинный, муравьеподобный. Глаза расположены в 3 ряда, глаза 2-го ряда мелкие. Хелицеры с несколькими зубцами. Молекулярный и филогенетический анализы и необычное среди всех пауков-скакунов строение сперматеки подтвердили монофилию группы.

## Систематика и распространение
Встречаются повсеместно, крупнейший род Myrmarachne включает от 100 до 200 видов (в узком и широком объёме), наибольшее разнообразие отмечено в таких регионах как Австралия, Африка, Юго-Восточная Азия (Индонезия) и Южная Америка (Бразилия).

### Классификация (с 2015 года)
В 2015 году канадский арахнолог Мэддисон провёл полную реклассификацию всего семейства пауков-скакунчиков, часть групп расформировал и определил подсемейство Myrmarachninae в ранге трибы Myrmarachnini в составе подсемейства Salticinae. Триба включена в состав клады Astioida. Род Arachnotermes Mello-Leitão, 1928 (Бразилия, 1 вид) рассматривается как Salticidae incertae sedis.
- Триба Myrmarachnini (3 подтрибы)
  - Подтриба Levieina (7 видов, 3 рода)
    - Agorioides Maddison, Tamás Szűts, 2019 (A. cherubino, A. papagena)[14]
    - Leviea Maddison, Tamás Szűts, 2019 (L. herberti, L. lornae, L. francesae)[14]
    - Papuamyr Maddison, Tamás Szűts, 2019 (P. omhifosga, P. pandora)[14]

  - Подтриба Ligonipedina
    - Damoetas Peckham & Peckham, 1886 — Борнео, Австралия (3 вида)
    - Judalana Rix, 1999
    - Ligonipes  Karsch, 1878 — Австралия, Новая Гвинея (8 видов)
    - Rhombonotus  L. Koch, 1879 — Австралия (1 вид)

  - Подтриба Myrmarachnina
    - Belippo Simon, 1910 — Африка (7 видов)
    - Bocus Peckham & Peckham, 1892 — Борнео, Филиппины (3 вида)
    - Emertonius Peckham & Peckham, 1892 
    - Hermosa Peckham & Peckham, 1892 
    - Myrmage Prószyński, 2016[4] 
    - Myrmagua Prószyński, 2016 
    - Myrmanu Prószyński, 2016 
    - Myrmapana Prószyński, 2016 
    - Myrmapeni Prószyński, 2016 
    - Myrmaplata Prószyński, 2016 
    - Myrmarachne MacLeay, 1839 — повсеместно (от 100 до 200 видов по разным взглядам)
    - Myrmatheca Prószyński, 2016[4] 
    - Myrmele Prószyński, 2016 
    - Panachraesta Simon, 1900 — Шри-Ланка (1 вид)
    - Toxeus CL Koch, 1846

### Классификация Myrmarachninae (до 2015)
Ранее группа рассматривалась в широком таксономическом объёме в ранге подсемейства Myrmarachninae, в котором выделяли 3 трибы, 23 рода и более 200 видов.
- Триба Ligonipini (4 рода)
  - Подтриба Ligonipedina
    - Damoetas
    - Judalana
    - Ligonipes
    - Rhombonotus
- Триба Myrmarachnini (19 родов)
  - Myrmarachnina
    - Arachnotermes Mello-Leitão, 1928 — Бразилия (1 вид)
    - Belippo
    - Bocus
    - Emertonius
    - Hermosa
    - Myrmage
    - Myrmagua
    - Myrmanu
    - Myrmapana
    - Myrmapeni
    - Myrmaplata
    - Myrmarachne
    - Myrmatheca
    - Myrmele
    - Panachraesta
    - Toxeus

  - Подтриба Levieina (7 видов, 3 рода)
    - Agorioides
    - Leviea
    - Papuamyr